# Innan bomberna
Innan bomberna är ett studioalbum av Kristian Anttila, utgivet 18 november 2005 via hans egen skivetikett som han då kallade Invertigo. Albumet innehåller singlarna Sockerläpp och Paul Weller. Albumet är skrivet, framfört, producerat, inspelat, mixat och mastrat av Kristian Anttila.

## Mottagande
Innan bomberna fick ett ganska svalt mottagande i radio förutom singeln Paul Weller som fick ett ganska stort genomslag i både radio och TV och gjorde Anttila etablerad. Expressen och Svenska Dagbladet gav dock albumet ett positivt betyg.

## Låtlista
På samtliga spår är text och musik skriven av Kristian Anttila.
| Nr           | Titel                                 | Längd |
| ------------ | ------------------------------------- | ----- |
| 1.           | Precis som dig                        | 3:37  |
| 2.           | Bland bovar å banditer                | 3:11  |
| 3.           | Paul Weller                           | 3:56  |
| 4.           | Paris                                 | 4:41  |
| 5.           | Ingenting, ingenting,... Ingenting!!! | 3:31  |
| 6.           | Vemsomhelst, vadsomhelst              | 6:21  |
| 7.           | Sockerläpp                            | 2:43  |
| 8.           | Åtminstone musik                      | 2:53  |
| 9.           | Tio                                   | 8:13  |
| 10.          | Innan bomberna                        | 13:48 |
| Total längd: | Total längd:                          | 53:00 |

## Medverkande
- Martin Axén - ebow-gitarr
- Erik Dahl - trombon
- Nils Dahl - piano
- Per Eldh - sång
- El Perro Del Mar - sång
- FAKES  - handklapp
- David Hagberg - trummor och percussion
- Ilona Eliza Hedgren Feldt - sång
- Pontus Hjelm - trummor
- Johan Häglund - trummor
- Anders Johansson - trumpet
- Fredrik Kurzawa - sång
- Andreas Lindh - sång
- David Lindh - gitarr
- Mary-Anne Norberg - sång
- Jenny Olsson - valthorn
- Petter Seander - sång
- Frida Sjöstam - sång
- Annika Wassén - sång[4]